# Ozone Park (Queens)
Ozone Park  est un quartier de la municipalité de New York, situé au cœur de l'arrondissement du Queens.

## Étymologie
Le nom Ozone Park a été choisi pour ce projet afin d'« attirer les acheteurs avec l'idée de brises rafraîchissantes soufflant de l'océan Atlantique dans une communauté aux allures de parc » À l'époque, l'ozone, désormais reconnu comme un polluant, était considéré comme un composant sain de l'air frais.

## Démographie
Surnommé à une époque la « Little Italy of Queens » (en raison d'une importante communauté italo-américaine dans le quartier), Ozone Park fut également un haut-lieu de la pègre (un des fiefs de la Cosa Nostra). Selon l’American Community Survey, pour la période 2010-2014, 15,7 % de la population s'identifie comme Italo-Américains (6,9 % à l'échelle de la ville de New York).
En 2010, la population d'Ozone Park s'élève à 21 376 habitants, dont 37,9 % de Latinos, 30,5 % de Blancs non hispaniques et 19,4 % d'Asiatiques.

## Géographie

### Centreville, Liberty Heights, Balsam village
Centreville, qui porte toujours ce nom, est bordé par Aqueduct à l’est, Cross Bay Boulevard à l’ouest, North drive Avenue au sud et Rockaway Boulevard au nord. Liberty Heights est une zone triangulaire bordée par l’avenue Liberty au sud, la 101e Avenue (Jerome Avenue) en diagonale du sud-ouest au nord-est et le boulevard Woodhaven à l’est. Balsam Village a été nommé d’après Balsam Farms et est bordé par Liberty Avenue et North drive Avenue au nord, 84th Street à l’ouest et Cross Bay Boulevard à l’est.

### Tudor Village
Le village Tudor, dans le sud-ouest d'Ozone Park, est assez petit et composé d’environ deux cent cinquante maisons ; Il ne s’étend que sur cinq rues résidentielles et deux avenues. Sa population se compose principalement d’Italo-Américains. Le village a été incorporé à la fin des années 1800 et a depuis prospéré. Le village Tudor abrite des rues bordées d’arbres avec ce que l’on appelle les « Tudor Malls » en son centre, avec des arrangements floraux partout.
Le Tudor Village abrite également Tudor Park, un parc de loisirs d'environ 8 hectares (80 000 m2) qui comprend un terrain de baseball, des courts de tennis, une aire de pique-nique, une fontaine ainsi qu’une aire de jeux. À l’extrémité sud-est du village se trouvent un autre terrain de baseball, des bancs et des zones ombragées pour se reposer. Le village Tudor se trouve à la limite de Howard Beach.